# Cannibal Holocaust
Cannibal Holocaust este un film italian horror din 1980 regizat de Ruggero Deodato după un scenariu scris de Gianfranco Clerici. Deși a fost filmat în Pădurea Amazoniană cu ajutorul triburile indigene, a fost prezentat ca fiind realizat cu actori din Statele Unite și filmat în engleză pentru a obține o mai largă distribuție internațională. Francesca Ciardi și Luca Barbareschi au fost printre cei care, în calitate de vorbitori nativi de limba italiană, au făcut ca filmul să fie catalogat drept european pentru distribuirea sa pe bătrânul continent.

## Distribuție
- Robert Kerman - Professor Harold Monroe
- Gabriel Yorke - Alan Yates
- Luca Giorgio Barbareschi - Mark Tomaso
- Francesca Ciardi - Faye Daniels
- Perry Pirkanen - Jack Anders
- Salvatore Basile - Chaco Losojos
- Ricardo Fuentes
- Paolo Paoloni - Executive
- Lionello Pio Di Savoia - Executive
- Luigina Rocchi
- Enrico Papa - TV Interviewer (nemenționat)
- David Sage - Mr. Yates (nemenționat)
- Ruggero Deodato - Man on University Campus (nemenționat)